# Cirkulär felsannolikhet
Cirkulär felsannolikhet (engelska: circular error probable, förkortat CEP) är ett mått på ett vapens precision. Det definieras som den radie inom vilken 50% av alla projektiler träffar.
Termen används oftast för ballistiska robotar, men kan lika gärna appliceras på alla projektilvapen. På samma sätt kan termen användas på navigeringssystem som GPS eller äldre system som LORAN och Loran-C.[källa behövs]
Den matematiska bakgrunden är en bivariat normalfördelning med korrelationen noll och varianserna i de två riktningarna lika stora. Då är avståndet till mittpunkten Rayleighfördelad. 